# Bart Kofoed
Bart Kofoed (nacido el 24 de marzo de 1964 en Omaha, Nebraska) es un exjugador de baloncesto estadounidense que disputó cinco temporadas en la NBA, además de jugar en la CBA. Con 1,93 metros de estatura, jugaba en la posición de base.

## Trayectoria deportiva

### Universidad
Tras pasar un año en el Hastings College, jugó durante dos temporadas con los Lopers de la Universidad de Nebraska en Kearney, en las que promedió 23,9 puntos, 5,8 asistencias y 5,6 rebotes por partido.

### Profesional
Fue elegido en el puesto 107 del Draft de la NBA de 1987 por Utah Jazz, donde en su primera temporada, actuando como tercer base, promedió 1,3 puntos por partido.
Tras jugar una temporada más con los Jazz, fue despedido, pasando por los Rochester Flyers de la CBA hasta que en 1990 firma por una temporada con los Golden State Warriors, pero únicamente llega a disputar 5 partidos, en los que anota 3 puntos, antes de ser despedido.
Regresó a la CBA para jugar con los La Crosse Catbirds y los Yakima Sun Kings, hasta que en 1991 fichó como agente libre por los Seattle SuperSonics, donde llegó a disputar 44 partidos, el tope de su carrera, promediando 1,5 puntos y 1,2 asistencias. Al año siguiente fichó por los Boston Celtics en el mes de octubre, siendo despedido al mes siguiente y vuelto a contratar en diciembre, disputando tan sólo siete partidos. Terminó su carrera en los Omaha Racers de la CBA, no sin antes realizar una prueba fallida con los Minnesota Timberwolves en 1995.

## Estadísticas de su carrera en la NBA

### Temporada regular
| Temporada | Edad | Equipo                | Liga | P   | TIT | MIN | TC  | TCA | %TC  | 3P  | 3PA | %3P  | TL  | TLA | %TL  | R.OF. | R.DEF. | REB | ASIS | ROB | TAP | PER | FP  | PTS |
| 1987-88   | 23   | Utah Jazz             | NBA  | 36  | 0   | 6.3 | 0.5 | 1.3 | .375 | 0.1 | 0.2 | .286 | 0.2 | 0.4 | .615 | 0.1   | 0.3    | 0.4 | 0.6  | 0.2 | 0.0 | 0.5 | 1.2 | 1.3 |
| 1988-89   | 24   | Utah Jazz             | NBA  | 19  | 0   | 9.3 | 0.6 | 1.7 | .364 | 0.0 | 0.1 | .000 | 0.3 | 0.6 | .545 | 0.2   | 0.4    | 0.6 | 1.1  | 0.5 | 0.0 | 0.7 | 1.2 | 1.6 |
| 1990-91   | 26   | Golden State Warriors | NBA  | 5   | 0   | 4.2 | 0.0 | 0.6 | .000 | 0.0 | 0.0 |      | 0.6 | 1.2 | .500 | 0.4   | 0.2    | 0.6 | 0.8  | 0.0 | 0.0 | 0.4 | 0.8 | 0.6 |
| 1991-92   | 27   | Seattle SuperSonics   | NBA  | 44  | 0   | 5.4 | 0.6 | 1.2 | .472 | 0.0 | 0.2 | .143 | 0.3 | 0.6 | .577 | 0.1   | 0.5    | 0.6 | 1.2  | 0.0 | 0.0 | 0.5 | 0.6 | 1.5 |
| 1992-93   | 28   | Boston Celtics        | NBA  | 7   | 0   | 5.9 | 0.4 | 1.9 | .231 | 0.0 | 0.1 | .000 | 1.6 | 2.0 | .786 | 0.0   | 0.1    | 0.1 | 1.4  | 0.3 | 0.1 | 0.4 | 0.1 | 2.4 |
| Total     |      |                       | NBA  | 111 | 0   | 6.3 | 0.5 | 1.4 | .387 | 0.0 | 0.1 | .188 | 0.4 | 0.6 | .614 | 0.1   | 0.4    | 0.5 | 1.0  | 0.2 | 0.0 | 0.5 | 0.9 | 1.5 |

### Playoffs
| Temporada | Edad | Equipo    | Liga | P  | MIN | TCA | TC | 3PA | 3P | TLA | TL | R.OF. | REB | ASIS | ROB | TAP | PER | FP | PTS | %TC  | %3P  | %FT   | MIN  | PTS | REB | AST |
| 1987-88   | 23   | Utah Jazz | NBA  | 10 | 109 | 9   | 23 | 1   | 5  | 2   | 2  | 3     | 14  | 11   | 1   | 0   | 9   | 18 | 21  | .391 | .200 | 1.000 | 10.9 | 2.1 | 1.4 | 1.1 |
| Total     |      |           | NBA  | 10 | 109 | 9   | 23 | 1   | 5  | 2   | 2  | 3     | 14  | 11   | 1   | 0   | 9   | 18 | 21  | .391 | .200 | 1.000 | 10.9 | 2.1 | 1.4 | 1.1 |